# باقلاپلو
باقلاپلو یا در بیان روزانه باقالی‌پلو، یکی از انواع پلوها در آشپزی ایرانی است که معمولاً در جشن‌ها و مهمانی‌ها از آن استفاده می‌شود و البته در مهمانی آن را با گوشت یا مرغ بر سر سفره می‌آورند و به آن «باقالی‌پلو با گوشت» یا باقالی پلو با مرغ می‌گویند؛ باقالی‌پلو با گوشت بهتر است که با گوشت گوساله همراه باشد تا تکه‌های گوشت شکل خود را ازدست ندهند، اما با مرغ یا گوشت گوسفندی یا بره نیز آن را میل می‌کنند. شِوید باقالی، باقالی پلو نیست.
این غذا با مشخصاتی که تهیه می‌شود، مُختص کشور ایران است.

## پیشینه تاریخی
باقالاپلو ریشه در غذاهای سنتی مازندران دارد و نخستین بار در منابع دوره قاجار به آن اشاره شده است. اعتمادالسلطنه در کتاب «مآثرالسلطانیه» از این غذا به عنوان یکی از خوراک‌های محبوب دربار ناصرالدین شاه یاد کرده است.

## انواع باقالاپلو
| منطقه    | ویژگی‌ها                | مواد افزودنی   |
| -------- | ---------------------- | -------------- |
| مازندران | استفاده از باقالی محلی | سیرترشی، سماق  |
| گیلان    | ترکیب با سیر و گردو    | آب‌انار         |
| تهران    | سنتی با مرغ            | زعفران، دارچین |
| اصفهان   | شیرین با گلاب          | هل، زرشک       |

## روش پخت

#### مواد لازم
باقالی تازه یا خشک، برنج، شوید تازه یا خشک، ران یا ساق مرغ، پیاز، نمک و فلفل و زردچوبه
مرغ و پیاز را با هم تفت داده تا بوی زهم مرغ گرفته شود، زردچوبه و نمک اضافه کرده به همراه یک قاشق رب گوجه. مقداری آب اضافه می‌کنند و اجازه می‌دهند تا مرغ بپزد.
مقداری آب در قابلمه ریخته و بعد از جوش آمدن، باقالی تازه را اضافه کرده و صبر می‌کنند تا کمی نرم شود. سپس نمک و برنج را اضافه کرده و بعد از این که برنج کمی نرم شد، ان را آبکش می‌کنند.
شوید را به برنج اضافه کرده و داخل قابلمه ریخته و دم می‌کنند.

#### پخت باقالی پلو با مرغ به روش رزا منتظمی
رزا منتظمی در کتاب هنر آشپزی این‌طور توضیح می‌دهد:
مرغ را با پیاز رنده کرده آب‌پز می‌کنیم. در قابلمه مقداری آب بریزین. بعد از جوش آمدن باقالی را اضافه کنید. باقالی که کمی نرم شد، برنج و نمک رو اضافه می‌کنیم. بعدآنرا آبکش می‌کنیم. از نان لواش برای ته‌دیگ استفاده می‌کنیم. برنج را روی نان ریخته، لابه لا گوشت یا مرغ می‌گذاریم. زعفران غلیظ را نیزلا به لای برنج می‌ریزیم.

## روش‌های پخت سنتی

### روش مازندرانی
1. باقالی تازه با پوست نازک استفاده می‌شود
2. مرغ با زردچوبه و سیر طعم‌دار می‌شود
3. از شوید تازه محلی استفاده می‌کنند

### روش تهرانی
1. باقالی خشک خیسانده شده به کار می‌رود
2. مرغ با زعفران و دارچین طعم‌دار می‌شود
3. از گلاب در آخر پخت استفاده می‌کنند

## نگارخانه

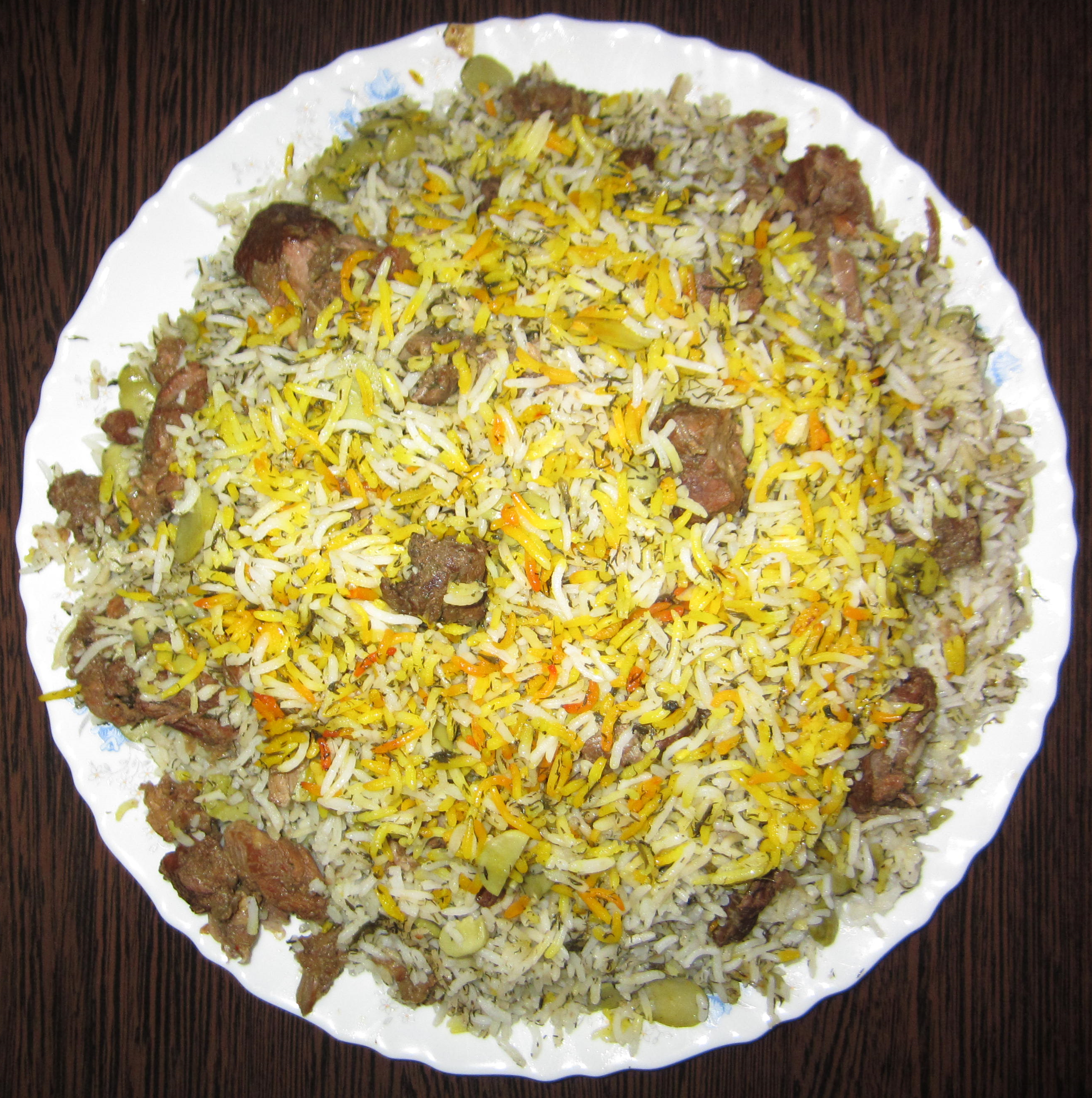
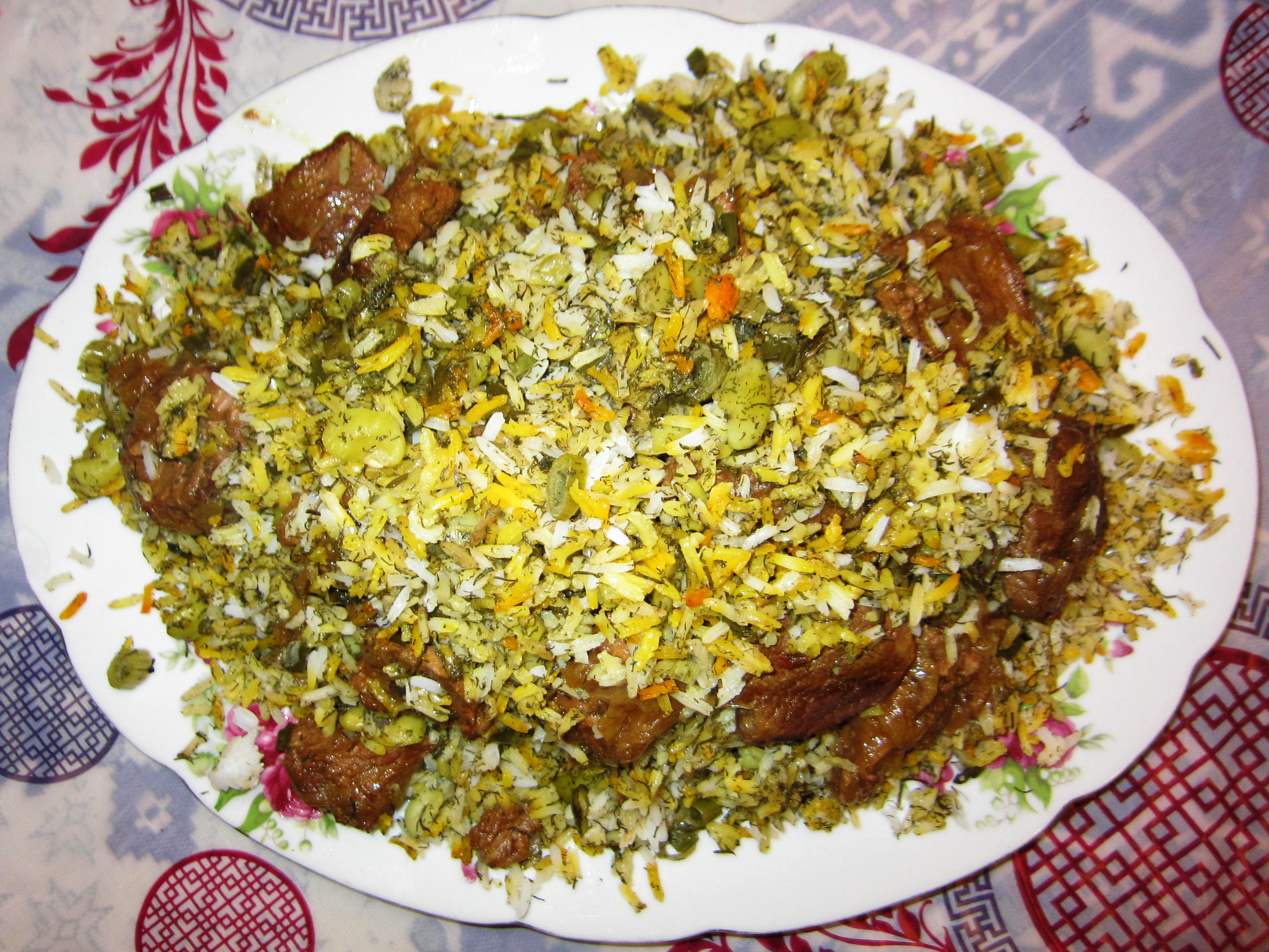
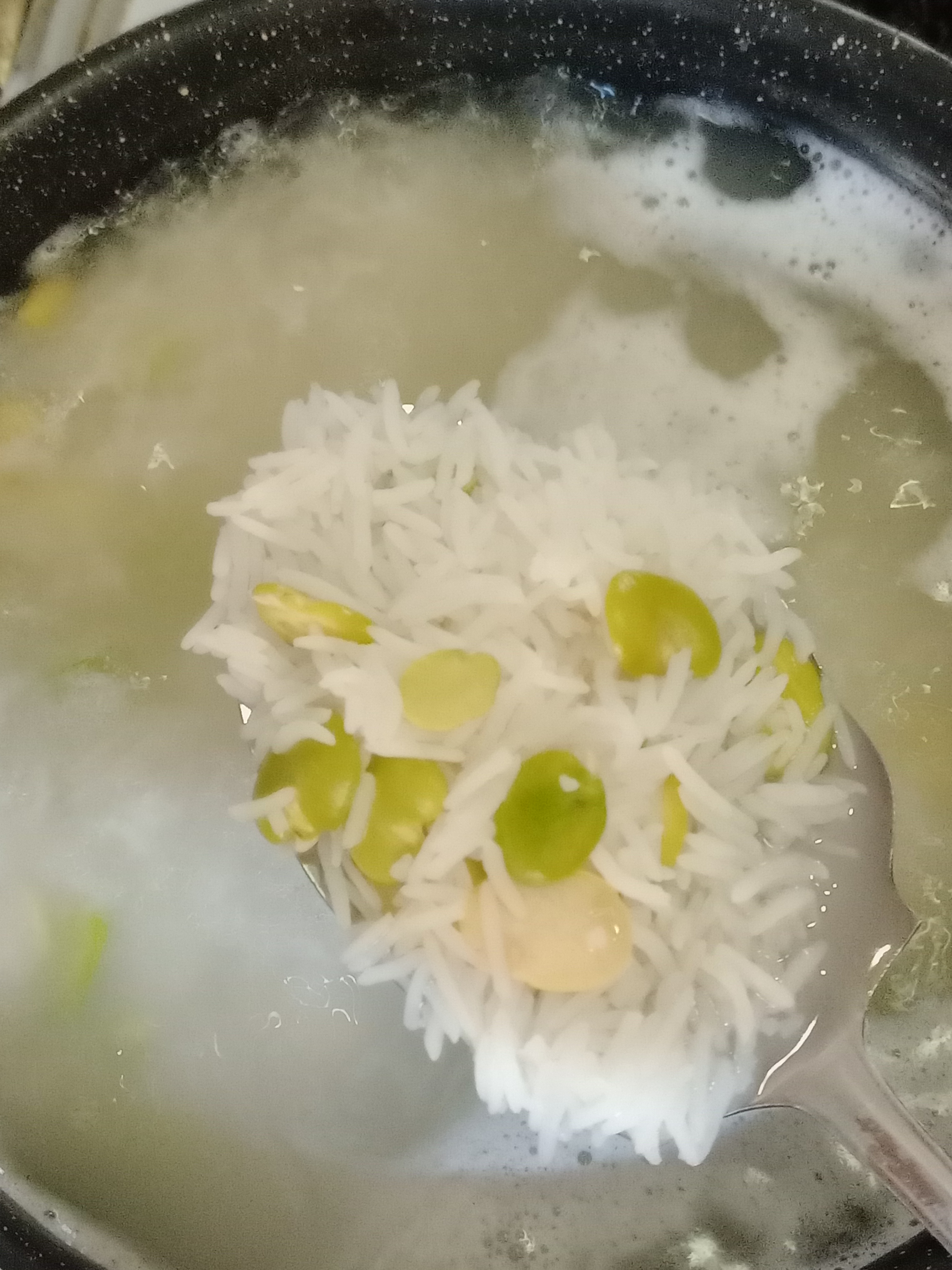
پخت برنج و باقالی قبل از دم کردن برنج